# Silvio Ascenzi
Silvio Ascenzi (Viterbo, 7 dicembre 1940 – Viterbo, 19 dicembre 2024) è stato un politico, imprenditore e dirigente d'azienda italiano.

## Biografia
Nato a Viterbo nel 1940 da Filippo Ascenzi, già podestà di Viterbo e presidente della provincia, fu dirigente insieme al fratello Francesco di un'azienda agricola del territorio, ricoprendo anche incarichi direttivi nelle principali associazioni di categoria.
Esponente della Democrazia Cristiana, venne eletto consigliere comunale nel capoluogo più volte fino al 1999 e fu anche assessore. Nel novembre 1983 è stato eletto sindaco di Viterbo in seguito alle dimissioni di Rosato Rosati, alla guida di un esecutivo composto da democristiani, repubblicani e liberali, e poi riconfermato per un secondo mandato dopo le elezioni del 1985.
Tra i vari incarichi ricoperti anche quello di presidente della Camera di commercio e della scuola per infermieri, e membro del consiglio d'amministrazione dell'Università degli Studi della Tuscia.